# Parlamentswahl in Gabun 2023

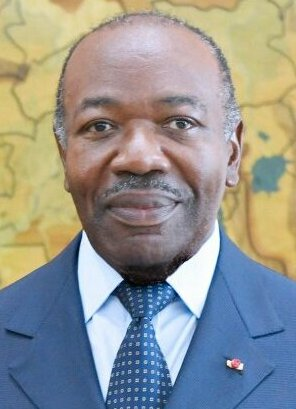
Ali Bongo Ondimba (PDG)

Am 26. August 2023 fanden in Gabun allgemeine Wahlen statt. Der amtierende Präsident Ali Bongo Ondimba stellte sich zur Wiederwahl. Die Gabunische Demokratische Partei, der er angehört, regiert das Land seit der Unabhängigkeit von Frankreich im Jahr 1960 ununterbrochen, davon 41 Jahre unter Bongos Vater Omar.
Ondimba wurde am 29. August zum Sieger erklärt. Das Wahlergebnis wurde nach dem Militärputsch in Gabun 2023 für ungültig erklärt.

## Hintergrund
Die letzten Präsidentschaftswahlen fanden am 27. August 2016 statt. Am Tag nach den Wahlen erklärte Oppositionsführer Jean Ping den Sieg und sagte, er warte auf den Anruf des scheidenden Präsidenten, um mir zu gratulieren, obwohl noch keine offiziellen Ergebnisse bekannt gegeben worden waren. Nur die Wahlkommission war rechtlich befugt, die Ergebnisse zu verkünden, und Innenminister Pacôme Moubelet-Boubeya beschuldigte Ping, „den demokratischen Prozess zu manipulieren“, während Bongo sagte, dass „man das Fell des Bären nicht verkaufen darf, bevor man ihn getötet hat“. Bongos Sprecher, Alain Claude Bilie By Nzé, versicherte jedoch, dass Bongo in Führung liege und wiedergewählt werden würde. Die offiziellen Ergebnisse sollten am 30. August bekannt gegeben werden, doch an diesem Tag wurde mitgeteilt, dass sich die Bekanntgabe um ein paar Stunden verzögern würde. Die Ergebnisse wurden schließlich am 31. August bekannt gegeben und zeigten einen knappen Sieg für Bongo, der 49,8 % der Stimmen gegenüber 48,2 % für Ping erhielt. Die Wahlbeteiligung wurde mit 59,5 % angegeben. Die Vertreter der Opposition in der Wahlkommission weigerten sich, die Ergebnisse zu bestätigen, so dass sie in einer Abstimmung bei Enthaltung der Oppositionsmitglieder bestätigt wurden. Pings Anhänger behaupteten, dass die von ihnen unabhängig gesammelten, größtenteils vollständigen Ergebnisse zeigen, dass ihr Kandidat Bongo mit 59 % zu 38 % deutlich geschlagen hat. Die offiziellen Ergebnisse aus Haut-Ogooue (der Heimatprovinz der Bongo-Familie) zeigen, dass Bongo bei einer angeblichen Wahlbeteiligung von 99,9 % 95,5 % der Stimmen erhalten hat – ein unmögliches Ergebnis, das zu großen Protesten führte. Bongo wies darauf hin, dass die Abstimmung knapp ausgefallen sei, und betonte, wie wichtig es sei, dieses Ergebnis friedlich zu respektieren.
Nach der Bekanntgabe der offiziellen Ergebnisse kam es am 31. August in Libreville zu Protesten, bei denen versucht wurde, die Büros der Wahlkommission zu stürmen. Die Polizei war mit einem Großaufgebot im Einsatz und versuchte, die Demonstranten zu vertreiben. Später am Tag wurde das Parlamentsgebäude in Brand gesetzt. Am folgenden Tag behauptete Ping, die Präsidentengarde habe das Hauptquartier seiner Partei bombardiert, wobei zwei Menschen getötet worden seien. Bis zum 2. September waren in der Hauptstadt mindestens fünf Menschen getötet und 1.000 weitere verhaftet worden. Die Vereinten Nationen äußerten sich „tief besorgt“ über die Gewalt. Gemeinsam mit Frankreich und den Vereinigten Staaten riefen sie beide Seiten zur Deeskalation auf und drängten auf eine transparentere Darstellung des Wahlergebnisses.

### Opposition ruft zu fairen Wahlen auf
Am 12. Dezember versammelte sich die gesamte gabunische Opposition in Libreville zum Auftakt einer Reihe von Treffen im Hinblick auf die Präsidentschafts- und Parlamentswahlen im Jahr 2023. An dem von der Nationalen Union einberufenen Treffen nahmen fünfzig Parteien, darunter auch führende Vertreter der Zivilgesellschaft, teil. Ziel des Treffens war es, Druck auf die Regierung auszuüben, damit diese den Wahlprozess reformiert und die Behörden an die Notwendigkeit einer Konsultation mit der Opposition erinnert. Für Paulette Missambo, die Vorsitzende der Nationalen Union, sind Reformen dringend erforderlich, um faire Wahlen zu ermöglichen.

## Wahlsystem
Der gabunische Präsident wird für eine Amtszeit von fünf Jahren gewählt (die im April 2023 von sieben Jahren verkürzt wird) in einem einzigen Wahlgang nach dem Pluralitätsprinzip; der Kandidat, der an erster Stelle steht, gilt als gewählt, unabhängig davon, ob er die absolute Mehrheit der Stimmen erhalten hat. Dieses System wird als Nachteil für die zerstrittene Opposition angesehen, die kaum Chancen auf einen Sieg hat, wenn sie sich nicht hinter einem einzigen Kandidaten versammelt.
Die 143 Mitglieder der Nationalversammlung werden in Einzelwahlkreisen nach dem Zweirundensystem gewählt.
Die Wahlen wurden nach dem System der doppelten Simultanwahl abgehalten, bei dem die Wähler ihren bevorzugten Kandidaten für das Amt des Präsidenten und die Nationalversammlung mit einem einzigen Stimmzettel wählen konnten.

## Kandidaten
19 Kandidaten wurden vom gabunischen Wahlkongress für die Präsidentschaftswahlen 2023 zugelassen.
| Partei      | Kandidaten                       |
| ----------- | -------------------------------- |
| RPM         | Hugues Alexandre Barro Chambrier |
| PDG         | Ali Bongo Ondimba (amtierend)    |
| FPG         | Gérard Ella Nguéma Mitoghé       |
| Independent | Jean Delors Biyogué Bi Ntougou   |
| PPG         | Jean Romain Fanguinoveny         |
| PRC         | Thérence Gnembou Moutsona        |
| Independent | Axel Stophène Ibinga Ibinga      |
| Independent | Mike Steeve Dave Jocktan         |
| Independent | Victoire Lasseni Duboze          |
| PSD         | Pierre-Claver Maganga Moussavou  |
| FDR         | Joachim Mbatchi Pambo            |
| Independent | Abel Mbombe Nzoundou             |
| UN          | Paulette Missambo                |
| MESP        | Jean Victor Mouanga Mbadinga     |
| Independent | Emmanuel Mvé Mba                 |
| Independent | Thierry Yvon Michel N'goma       |
| Independent | Raymond Ndong Sima               |
| A23         | Albert Ondo Ossa                 |
| Independent | Gervais Oniane                   |

## Durchführung
Die Regierung kündigte die unbefristete Einschränkung des Internetzugangs und eine nächtliche Ausgangssperre am Wahlabend nach dem Ende der Abstimmung an. Am selben Tag setzte die Regierung die Ausstrahlung der französischen Medienkanäle France 24, RFI und TV5Monde aus.

## Nachwirkungen

### Militärputsch
Am 30. August kam es zu einem vom Militär angeführten Staatsstreich, nachdem bekannt wurde, dass der Präsidentschaftskandidat Ali Bongo Ondimba wiedergewählt werden würde, und die Wahlergebnisse schließlich annulliert wurden.